# R. P. Scherer
Die R. P. Scherer GmbH & Co. KG ist ein pharmazeutisches Unternehmen mit Wurzeln in Deutschland und den USA und gehört im Segment Kapseltechnologie zu den drei Weltmarktführern. 2012 wurde R.P. Scherer von dem US-amerikanischen Pharmaunternehmen Catalent übernommen.

## Der „Rotary Die Prozess“ – Grundlage der Weichkapseltechnologie
Das vom Firmengründer Robert Pauli Scherer (1906–1960) 1933 zum Patent angemeldete Verfahren des Rotary Die Process (rotierende Walzen) wird auch heute noch zur Fertigung von Weichkapseln für pharmazeutische Zwecke verwendet und wird auch „Scherer-Verfahren“ genannt. Mit Scherers Erfindung war es zum ersten Mal möglich, Weichkapseln aus Gelatine in großen Stückzahlen maßgenau herzustellen und zu befüllen. Noch im Jahr der Patentanmeldung gründete Scherer in den USA seine eigene Firma. Der Erfolg seines Produktes war so groß, dass schon drei Jahre später im kanadischen Windsor (Provinz Ontario) die erste ausländische Tochtergesellschaft eröffnet wurde. 1937 folgte ein weiteres Werk in England. Die R. P. Scherer GmbH & Co.KG in Deutschland wurde 1950 zusammen mit den Deutschen Gelatine-Fabriken (DGF) als erstes deutsch-amerikanisches Joint Venture der Nachkriegszeit in Eberbach/Baden gegründet.

## Von Lebertrankapseln zur Entwicklung von Zytostatika
In den Anfängen des Unternehmens fertigte die R. P. Scherer vor allem Produkte wie Lebertrankapseln und pflanzliche Öle, Stoffe, die sich oral ausgezeichnet in Weichgelatinekapseln formulieren lassen. Multivitaminpräparate und ätherische Öle gehörten ebenfalls zum Produktportfolio. Während in den Gründerjahren Nahrungsergänzungsmittel im Vordergrund der Fertigung standen, nahm die Bedeutung der Weichkapsel als pharmazeutische Darreichungsform schnell immer mehr zu.
Bald entwickelte sich R. P. Scherer zu einem wichtigen Partner für die forschende Pharmaindustrie. Heute produziert die R. P. Scherer Arzneimittel für den Weltmarkt und wird regelmäßig von der US-Zulassungsbehörde FDA inspiziert und zertifiziert. Den erreichten Qualitäts- und Sicherheitsstandard verdeutlicht die Zytostatika-Einheit für die Fertigung von Weichkapseln. Die R. P. Scherer GmbH & Co.KG ist damit weltweit die einzige Weichkapsel-Produktionsstätte mit einer separaten Anlage zur Verarbeitung von hochaktiven Wirkstoffen wie Zytostatika. Die Weichkapseltechnologie von R. P. Scherer trägt heute zur Verbesserung der Bioverfügbarkeit schwerlöslicher Arzneistoffe bei.

## Übernahme durch Catalent
Im Februar 2012 gab das US-amerikanische Unternehmen Catalent mit Sitz in Somerset (New Jersey) bekannt, dass es 100 % der Unternehmensanteile von R. P. Scherer übernommen hatte und den deutschen Konzern vollständig in das US-amerikanische Unternehmen integrieren wolle, um den europäischen Markt besser beliefern zu können.